# Línea Barcelona-Mataró-Massanet-Massanas
La línea Barcelona - Mataró - Massanet Massanas es una línea de ferrocarril de 73 kilómetros de longitud que transcurre por la costa catalana que une la ciudad de Barcelona con Mataró, Blanes y con la estación de Massanet-Massanas.
A menudo es conocida como línea Barcelona-Mataró porque este tramo de línea fue inaugurado en 1848 siendo el primer ferrocarril en construirse en la península ibérica. La construcción y la explotación de la línea la realizó la compañía de los Caminos de Hierro de Barcelona a Mataró y más tarde se fusionó con una segunda compañía creando la compañía de los Caminos de Hierro de Barcelona a Gerona.[cita requerida] Atraviesa el túnel de Montgat, siendo la infraestructura ferroviaria más antigua de lo que actualmente es España, tras la independencia de Cuba.

## Servicios
La antigua estación terminal de la línea de Barcelona a Mataró fue la Estación de Cercanías (contigua a la estación de Francia) a través del ramal Marina que unía la estación de Sant Adrià con la Estación de Cercanías. Este ramal tenía dos estaciones más, la del Poblenou y Bogatell. Para liberar suelo en la costa del barrio del Poblenou y construir la Villa Olímpica para los Juegos Olímpicos de Verano de Barcelona 1992 se decidió eliminar el ramal Marina y para unir la línea de Mataró con Barcelona se construyó el ramal Besós para enlazar con la Sagrera .
Actualmente circulan por esta línea los trenes de la línea 1 de Cercanías Barcelona, que conectan la estación de Massanet-Massanas con la estación de Molins de Rey.